# Brandon Deville
Brandon Deville (Verviers, 17 februari 1993) is een Belgisch voetballer die als defensieve middenvelder speelt bij Lommel United in de Belgische tweede klasse. 

## Clubcarrière
Op 27 juni 2012 werd bekend dat Deville RSC Anderlecht transfervrij zou verlaten voor het Corsicaanse AC Ajaccio. In zijn eerste seizoen kwam hij niet in actie. Hij debuteerde op 25 augustus 2013 in de Ligue 1 tegen OGC Nice. Hij viel na 71 minuten in voor Chahir Belghazouani. De wedstrijd eindigde op een 0-0 gelijkspel. Hij speelde tot de winterstop van het seizoen 2013-2014 bij deze Franse ploeg. Daarna werd hij uitgeleend aan KVC Westerlo dat kampioen zou worden in de Belgische tweede klasse. In de zomer van 2014 werd Deville opnieuw naar AC Ajaccio gehaald dat intussen gedegradeerd was van de Franse Ligue 1 naar de Ligue 2.
Sinds 5 juni 2015 is bekend dat Deville overgenomen zal worden door Lommel United, een club uit de tweede klasse in België. Hij komt transfervrij over.

## Statistieken
| Seizoen         | Club            | Competitie      | Competitie | Competitie | Play-offs | Play-offs | Beker | Beker | Totaal | Totaal |
| Seizoen         | Club            | Competitie      | Wed.       | Dlp.       | Wed.      | Dlp.      | Wed.  | Dlp.  | Wed.   | Dlp.   |
| --------------- | --------------- | --------------- | ---------- | ---------- | --------- | --------- | ----- | ----- | ------ | ------ |
| 2012-2013       | AC Ajaccio      | Ligue 1         | 0          | 0          | —         | —         | 0     | 0     | 0      | 0      |
| 2013-2014       | AC Ajaccio      | Ligue 2         | 1          | 0          | —         | —         | 0     | 0     | 1      | 0      |
| 2013-2014       | → KVC Westerlo  | Tweede klasse   | 8          | 0          | 0         | 0         | 0     | 0     | 8      | 0      |
| 2014-2015       | AC Ajaccio      | Ligue 2         | 2          | 0          | —         | —         | 2     | 0     | 4      | 0      |
| 2015-2016       | Lommel United   | Tweede klasse   | 20         | 0          | 0         | 0         | 2     | 0     | 22     | 0      |
| Carrière totaal | Carrière totaal | Carrière totaal | 31         | 0          | 0         | 0         | 4     | 0     | 35     | 0      |